# Peribaea illugiana
Peribaea illugiana là một loài ruồi trong họ Tachinidae.